# Servaea spinibarbis
Servaea spinibarbis är en spindelart som beskrevs av Simon 1909. Servaea spinibarbis ingår i släktet Servaea och familjen hoppspindlar. Inga underarter finns listade i Catalogue of Life.